# Kroktjärnen (Överkalix socken, Norrbotten)
Kroktjärnen är en sjö i Överkalix kommun i Norrbotten och ingår i Kalixälvens huvudavrinningsområde.